# EgyptAir
EgyptAir (arabsky: مصر للطيران) je egyptská vlajková letecká společnost. Sídlí na Mezinárodním letišti v Káhiře, ze kterého provozuje pravidelnou osobní a nákladní dopravu do více než 75 destinací po světě. Po Egyptské revoluci v roce 2011 se snaží EgyptAir obnovit příjem zisku, je členem aliance leteckých společností Star Alliance.
Logo aerolinie má značit Hora z Egyptské mytologie.  

## Historie
Letecká společnost vznikla v roce 1932 pod jménem Misr Airlines, později Misrair. V roce 1958 byla společnost přejmenována na United Arab Airlines, od roku 1971 vystupuje společnost pod názvem EgyptAir. 11. července 2008 se Egyptair připojil do Star Alliance.

## Flotila

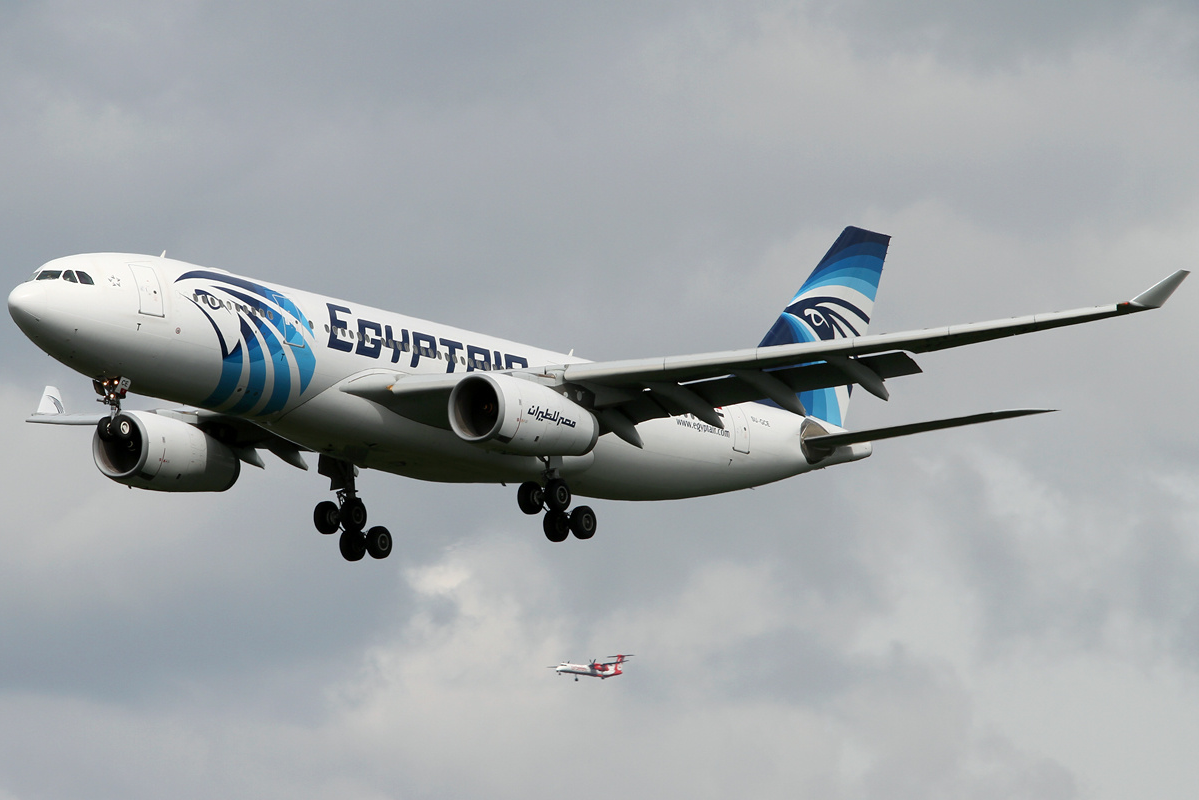
EgyptAir Airbus A330-200 při přistání na Letišti ve Frankfurtu, 2013

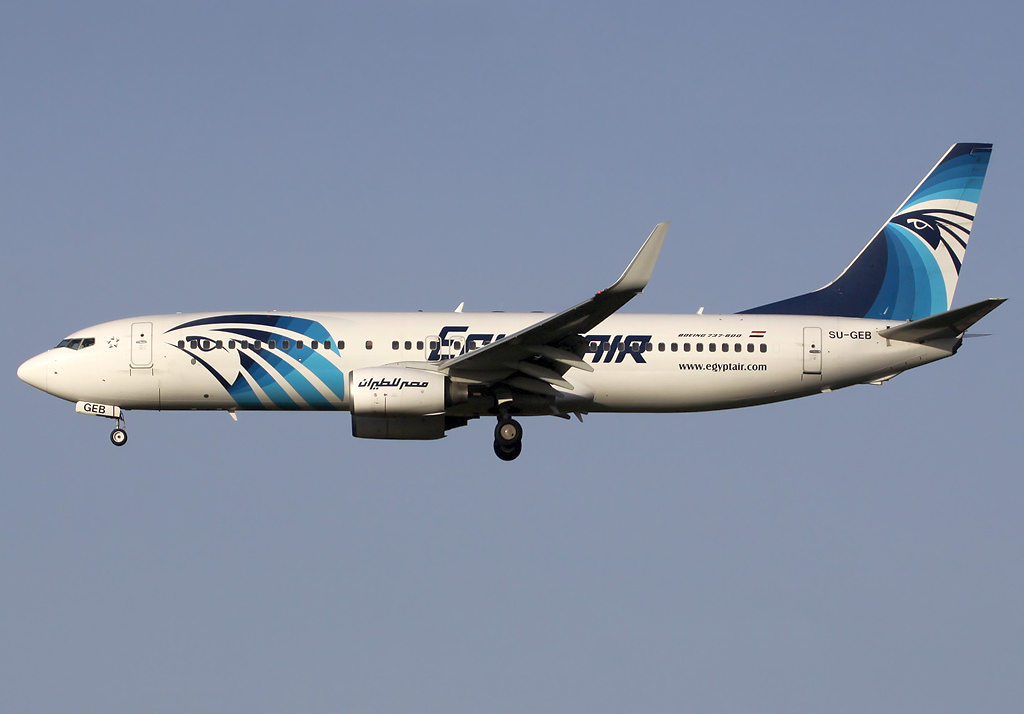
EgyptAir boeing 737-800 při přistání na Letišti v Manchesteru v roce 2013

### Současná
Dne 11. ledna 2017 tvořilo flotilu EgyptAir 56 letounů průměrného stáří 10,8 let:
| Osobní flotila     | Osobní flotila | Osobní flotila |
| Letadlo            | Počet          | Objednávky     |
| ------------------ | -------------- | -------------- |
| Airbus A320-200    | 7              |                |
| Airbus A321-200    | 4              | —              |
| Airbus A330-200    | 7              | —              |
| Airbus A330-300    | 4              | —              |
| Boeing 737-500     | 1              | —              |
| Boeing 737-800     | 21             | —              |
| Boeing 777-200ER   | 3              | —              |
| Boeing 777-300ER   | 6              | —              |
| Nákladní flotila   |                |                |
| Airbus A300-203F   | 1              | —              |
| Airbus A300-600F   | 2              | —              |
| Airbus A330-200P2F | —              | 2              |
| Celkově            | 56             | 2              |

## Smrtelné incidenty

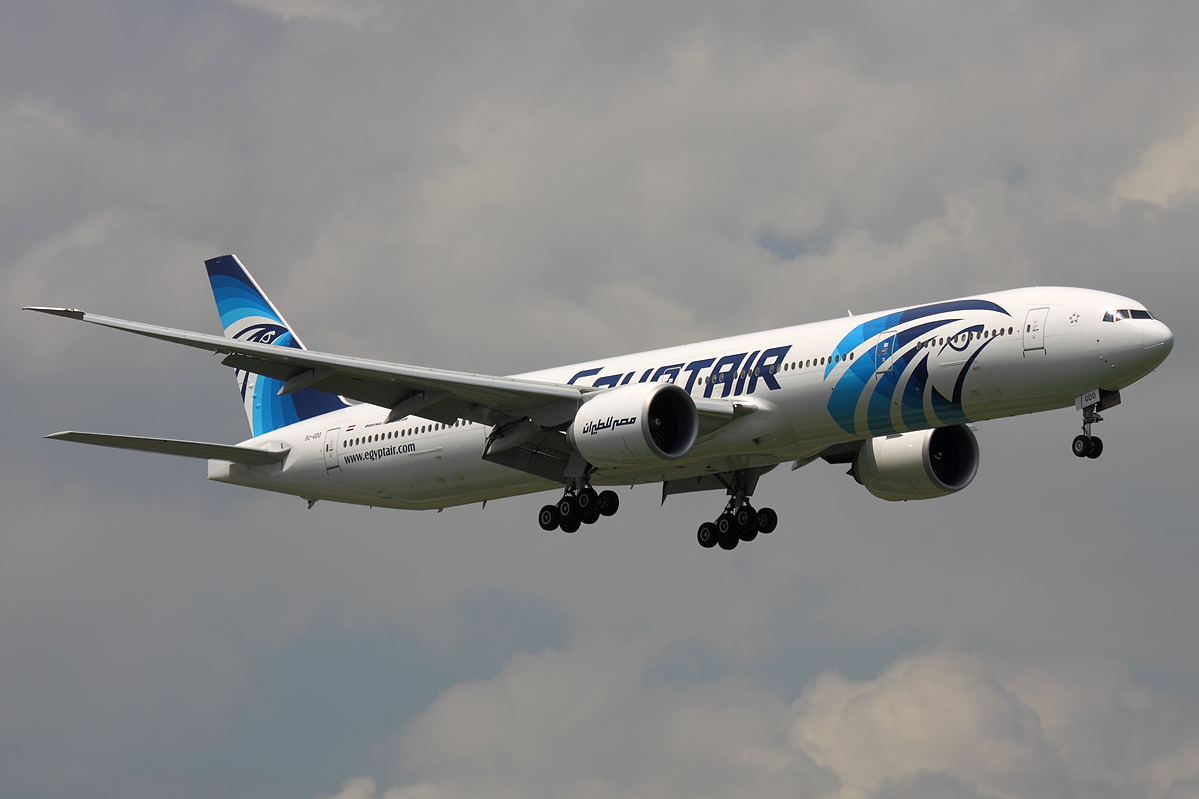
EgyptAir Boeing 777-300ER přistávající na Letišti Suvarnabhumi, 2012

### Misrair, United Arab Airlines
- 22. prosince 1951, letadlo Misrair havarovalo na západě Teheránu, 20 lidí zemřelo (typ SNCASE Languedoc, registrace SU-AHH, let Baghdád – Teherán)[2][3]
- 27. července 1963, United Arab Airlines let 869, při přistávání v Bombaji havarovalo letadlo do moře, všech 62 lidí na palubě zemřelo (typ de Havilland Comet, let Teherán – Bombaj)
- 18. března 1966, United Arab Airlines let 749 havarovalo letadlo při přistání na Mezinárodním letišti v Káhiře, všech 30 lidí na palubě zemřelo (typ Antonov An-24)
- 20. března 1969, United Arab Airlines havarovalo letadlo při přistání na letišti v Astaně, 100 z 105 pasažérů a členů posádky zemřelo (typ Iljušin Il-18)

### EgyptAir
- 31. října 1999 se během letu EgyptAir 990 zřítil Boeing 767-300ER do Atlantského oceánu, asi 100 kilometrů od ostrova Nantucket v Massachusetts. Při nehodě zemřelo všech 217 lidí na palubě. Podle NTSB bylo příčinou havárie záměrné, zřejmě sebevražedné, jednání prvního důstojníka. S tím však nesouhlasí egyptské úřady, které jako vysvětlení nabízí mechanickou závadu na letadle.[4]
- 19. května 2016, let EgyptAir 804 se zřítil do Středozemního moře 290 km od Alexandrie, všech 66 lidí na palubě zemřelo (typ Airbus A320, imatrikulace SU-GCC, trasa Paříž – Káhira).

## Fotogalerie

### United Arab Airlines

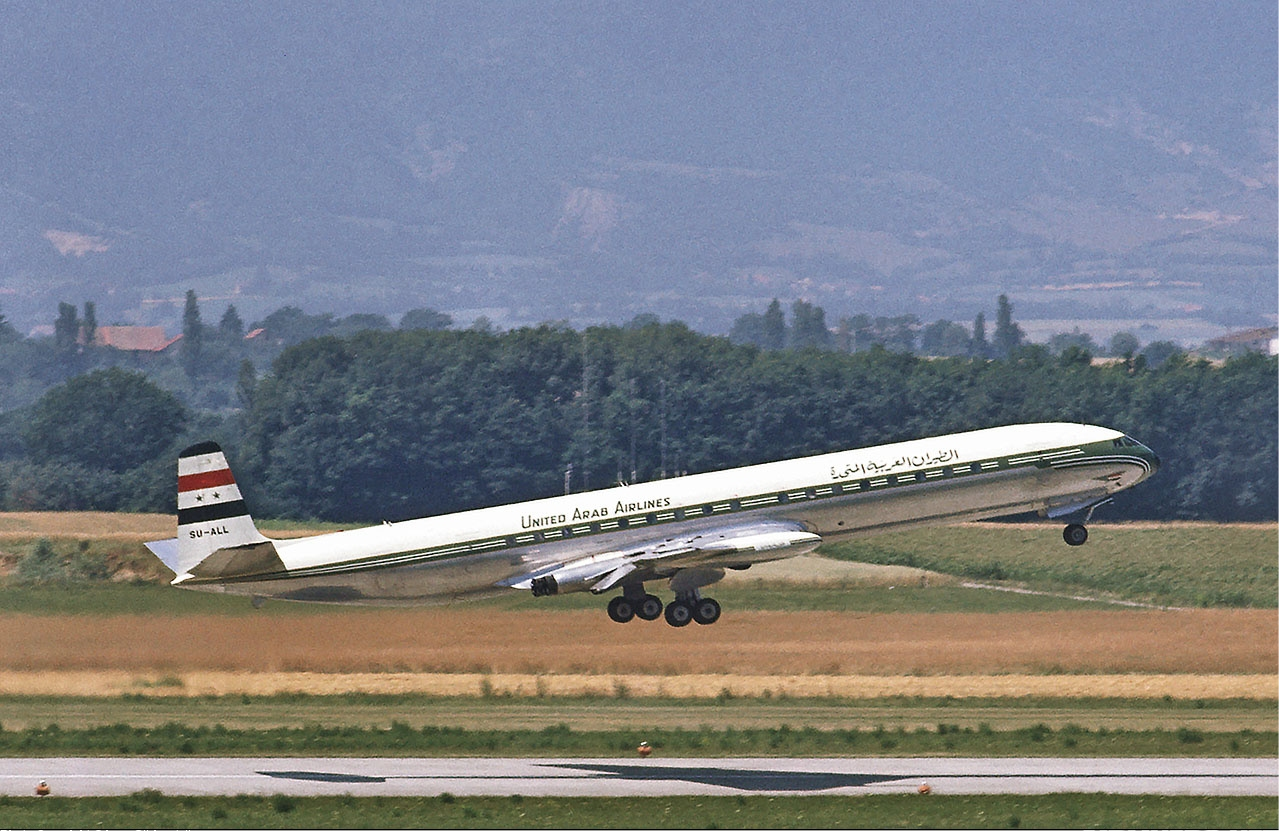
Comet 4C odlétá z Ženevského letiště
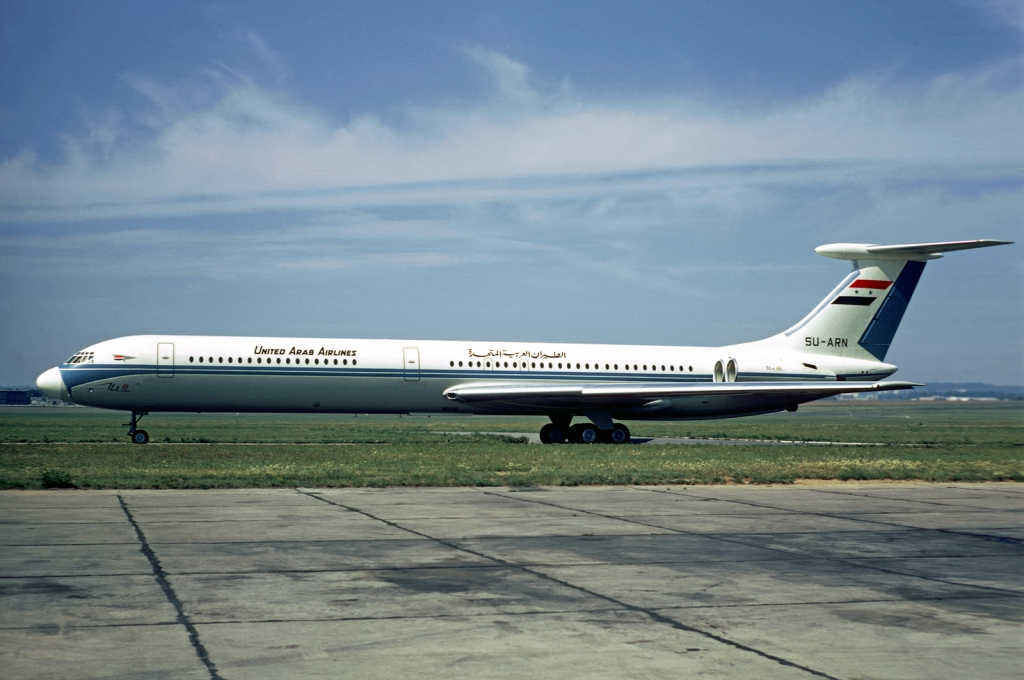
Iljušin Il-62 na letišti Le Bourget v Paříži

### EgyptAir

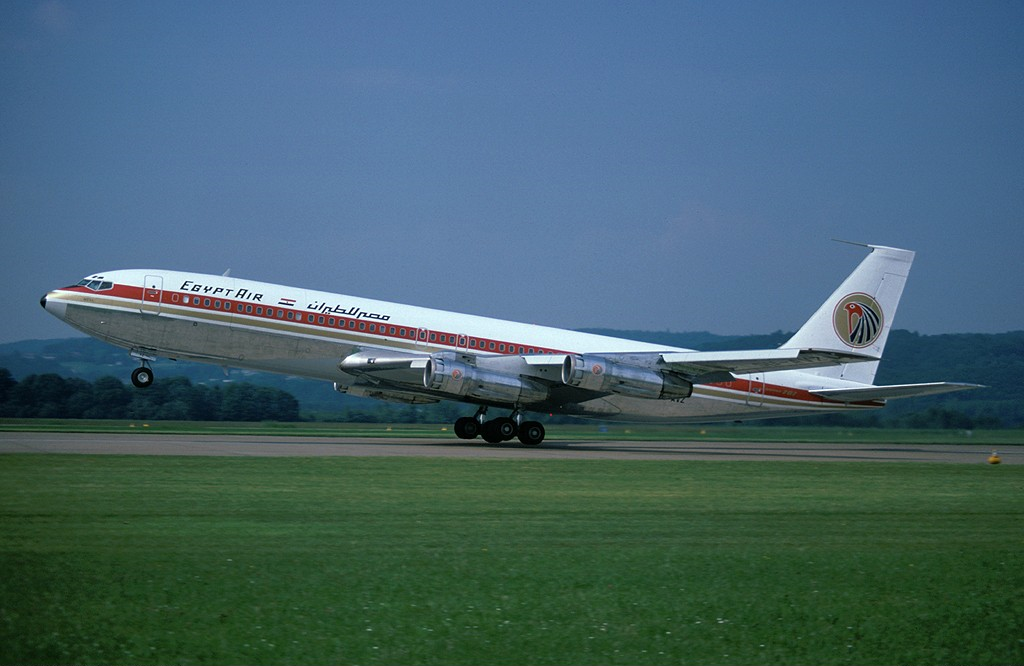
Boeing 707-320C registrace SU-AVZ na letišti v Curychu v roce 1978
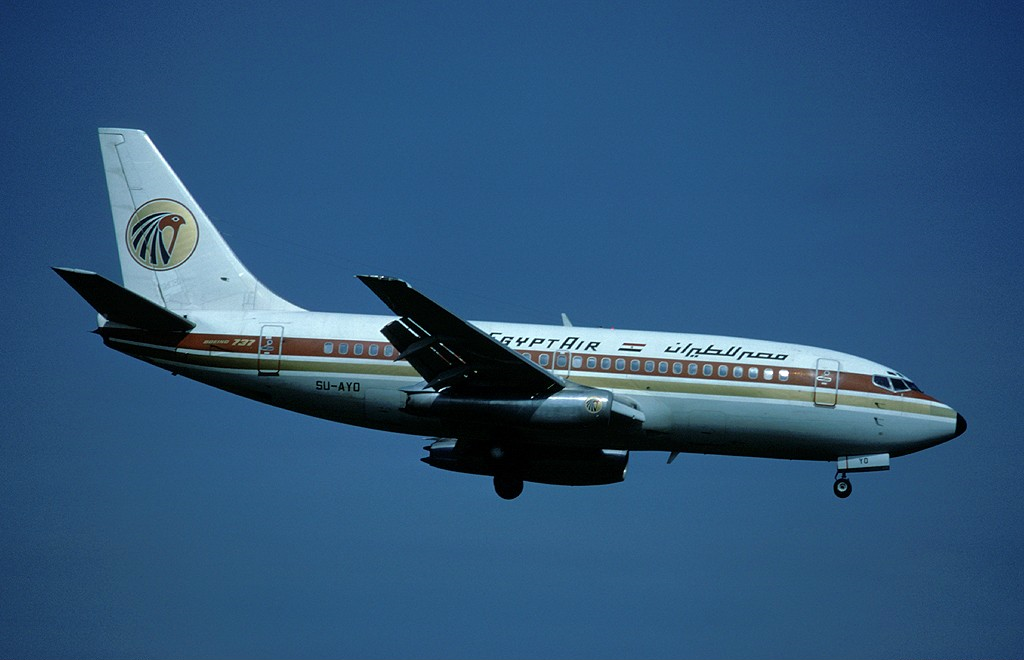
Boeing 737-200 přistává na letišti v Curychu v roce 1979